# Кутлубей, Сера
Се́ра Кутлубе́й (тур. Sera Kutlubey; род. 24 октября 1997, Анкара) — турецкая телевизионная актриса

.

## Биография и карьера
Сера Кутлубей родилась 24 октября 1997 года в Анкаре (Турция). Она окончила театральный факультет Университета Халича.
Кутлубей дебютировала на телевидении в 2016 году, сыграв в телесериале «Янтарь», а затем получила роль в телесериале «Семья моего отца». В 2017 году она сыграла роль Сехер в телесериале «Безымянные».
Кутлубей получила признание, сыграв роль Джемре Йылмаз в телесериале «Жестокий Стамбул» (2019—2020). В 2019 году она была номинирована на премию «Золотая бабочка» в категории «Лучшая пара в сериале» за роль в этом сериале.
В 2021 году Кутлубей снялась в телесериале «Ветреный». С 2022 по 2023 год она играла роль Дамлы в телесериале «Доброта».

## Фильмография
| Год       |   | Русское название | Оригинальное название | Роль                    |
| --------- | - | ---------------- | --------------------- | ----------------------- |
| 2016      | с | Янтарь           | Kehribar              | Лейла в юности          |
| 2016      | с | Семья моего отца | Babam ve Ailesi       | Хасрет                  |
| 2017      | с | Безымянные       | İsimsizler            | Сехер                   |
| 2019—2020 | с | Жестокий Стамбул | Zalim İstanbul        | Джемре Йылмаз / Карачай |
| 2021      | с | Ветреный         | Hercai                | Азра                    |
| 2022—2023 | с | Доброта          | İyilik                | Дамла Динчер            |
| 2023      | с | Меня зовут Фарах | Adim Farah            | Мержан Азади            |